# Баюканский, Анатолий Борисович
Анато́лий Борисович Баюка́нский (16 декабря 1925, Москва — 29 апреля 2022, Липецк) — советский и российский писатель. Заслуженный работник культуры Российской Федерации член Союза писателей Российской Федерации, член международной ассоциации писателей публицистов МАПП, действительный член Петровской академии наук и искусств. Автор более 60 книг, 16 из которых рассказывают о святых угодниках Божьих Запада и Востока.

## Биография
Родился 16 декабря 1925 года в Москве. Его отец Борис Зиновьевич Баюканский (Боюканский), уроженец Одессы, был соавтором книги «Приготовление пищи» (1951). Юность провёл в Ленинграде. В 1940 году поступил в одно из первых в Советском Союзе ремесленных училищ. Хотел стать краснодеревщиком, но планы спутала война. Был призван в ряды народного ополчения: во время налётов вражеской авиации тушил зажигательные бомбы, выявлял лазутчиков. Большинство родственников и мать Анатолия во время блокады Ленинграда погибли. После эвакуации из осажденного города работал в Сибири на военном заводе. В 1943 году был призван в ряды Красной Армии. Принимал участие в освобождении БССР, Прибалтики и Северного Китая.
После демобилизации в 1949 году остался на Сахалине и стал профессиональным журналистом. Автор слов «Песни о Сахалине» (1950, музыка З. Дунаевского). Член Союза журналистов России. Работал в средствах массовой информации (СМИ) Сахалина, МССР, УССР, Липецкой области. Анатолий Баюканский — действительный член Петровской академии наук и искусств, член Липецкого областного отделения Общероссийского Союза писателей «Воинское содружество». Занимается профессиональной писательской деятельностью более 30 лет. Автор в общей сложности 70 книг, которые переведены на 18 языков мира.
Автор исторических романов «Соколиные ратники», «Побег», «Фамильный алмаз прокурора», «Со святыми упокой», «Заложницы вождя», «Бремя престола» и других.
Также автор пяти пьес. Наиболее известны три: «Когда цветет вереск», «Сестра милосердия» и «Зажигаю свою звезду».
Сын — Валентин Баюканский, российский писатель, историк и кулинар. Известен как исследователь и популяризатор чайной кулинарии. Внук — Денис (род. 1991).
Скончался 29 апреля 2022 года на 97-м году жизни. В 2023 году в его честь была названы улица в Липецке и местная литературная премия.

## Награды[16]
- Орден Дружбы (1 октября 2021 года) — за большой вклад в развитие отечественной культуры и искусства, многолетнюю плодотворную деятельность[17]
- Награждён орденом Отечественной войны II степени, 12 медалями: «За оборону Ленинграда», Юбилейная медаль «30 лет Советской Армии и Флота», «В память 250-летия Ленинграда», «Медаль «65 лет освобождения Республики Беларусь от немецко-фашистских захватчиков»», Медаль «Ветеран труда».
- А. Б. Баюканский — лауреат российских литературных премий, в частности, премии Союза писателей СССР, дважды лауреат премии имени А. Вермишева, премии имени Е. Замятина (1995 г.), а также лауреат международной премии (1993 г.).
- В июне 1996 года Указом Президента России Баюканскому присвоено почётное звание «Заслуженный работник культуры Российской Федерации».
- Союз писателей СССР за заслуги в области литературы наградил А. Б. Баюканского почётным знаком (1984 г.).
- В 2005 году Анатолия Борисовича награждают знаком отличия «За заслуги перед городом Липецком».
- В 2010 году Союз журналистов России наградил Баюканского почётным знаком «За заслуги перед профессиональным сообществом», а Липецкое региональное отделение СЖР — почётной грамотой.
- В 2011 году администрация Липецкой области наградила Баюканского дипломом в номинации «Легенда липецкой журналистики», а также почётными грамотами в 1995, 2000, 2005, 2010 годах.
- А. Б. Баюканский награждён почётными грамотами администрации Липецка и Липецкого городского Совета депутатов (2002 и 2010 годы), а также почётной грамотой Президиума Совета Всероссийской общественной организации ветеранов (пенсионеров) войны, труда, Вооруженных сил и правоохранительных органов в 2010 году.
- В 2014 году А. Баюканский стал почётным гражданином Липецкой области.
- В декабре 2015 года ему присвоен знак отличия «За заслуги перед Липецкой областью».
- В 2019 году А. Баюканскому вручен памятный знак «В честь 75-летия полного освобождения Ленинграда от фашистской блокады»[18].